# Psycho Circus Tour
Psycho Circus Tour fue la gira promocional al disco del mismo nombre Psycho Circus que fue el primer y único álbum realizado por Kiss luego de su reunión en 1996.

## Historia
Durante la gira se mostraron gran cantidad de efectos durante los conciertos, así como que cada uno de los integrantes hacia nuevos papeles o roles dentros del show, además esta vendría a ser la segunda gira de Kiss nuevamente en pintura(Siendo la primera el Reunion Tour). Durante la interpretación de Love Gun, Paul Stanley solía subirse en un columpio y deslizarse hasta la parte central de la arena donde más cerca del público empezaba a cantar, Ace Frehley solía soltar fuegos artificiales de sus guitarra luego del solo, y la batería de Peter Criss se elevaba durante la interpretación de Black Diamond. Durante la interpretación de God of Thunder, Gene Simmons era colgado y elevado hasta una plataforma muy alta donde comenzaba a cantar, La pantalla gigante ubicada en cada uno de los conciertos enviaba las imágenes en 3D y cada uno de los asistentes al show poseía unos lentes con los que podía apreciar las imágenes del concierto como si las tuviera en frente de él.
Para año nuevo 1999 Kiss paso la fiesta con los fanes de la ciudad de Búfalo, al igual que para el año 2000 en que Ace Frehley interpretó el tema 2000 Man.

## Lista de canciones
- 1. Psycho Circus
- 2. Shout It Out Loud
- 3. Deuce
- 4. Do You Love Me
- 5. Firehouse
- 6. Shock Me
- 7. Let Me Go, Rock 'n Roll
- 8. Calling Dr. Love
- 9. Into The Void (incl. guitar solo)
- 10. King Of The Night Time World
- 11. God Of Thunder (incl. bass solo)
- 12. Within (incl. drum solo)
- 13. I Was Made For Lovin' You
- 14. Love Gun
- 15. 100.000 Years
- 16. Rock And Roll All Nite

Encores:
- 17. Beth
- 18. Detroit Rock City
- 19. Black Diamond

### Canciones interpretadas ocasionalmente
- Makin' Love
- She
- Nothin' To Lose
- Cold Gin
- 2000 Man

## Fechas del Tour
| Fecha                         | Ciudad             | País            | Lugar                          |
| ----------------------------- | ------------------ | --------------- | ------------------------------ |
| Primera Manga - Norteamérica  |                    |                 |                                |
| 31 de octubre 1998            | Los Ángeles        | Estados Unidos  | Dodger Stadium                 |
| 12 y 13 de noviembre 1998     | Boston             | Estados Unidos  | Fleet Center                   |
| 15 de noviembre 1998          | Albany             | Estados Unidos  | Pepsi Arena                    |
| 16 de noviembre 1998          | Portland           | Estados Unidos  | Cumberland County Civic Center |
| 18 de noviembre 1998          | State College      | Estados Unidos  | Bryce Jordan Center            |
| 19 de noviembre 1998          | Washington         | Estados Unidos  | MCI Center                     |
| 21 de noviembre1998           | Filadelfia         | Estados Unidos  | First Union Center             |
| 22 de noviembre 1998          | East Rutherford    | Estados Unidos  | Continental Airlines Arena     |
| 23 de noviembre 1998          | New York           | Estados Unidos  | Madison Square Garden          |
| 25 de noviembre 1998          | Hartford           | Estados Unidos  | Hartford Civic Center          |
| 27 de noviembre 1998          | Uniondale          | Estados Unidos  | Nassau Coliseum                |
| 28 de noviembre 1998          | Rochester          | Estados Unidos  | Blue Cross Arena               |
| 29 de noviembre 1998          | Buffalo            | Estados Unidos  | Marine Midland Arena           |
| 1 de diciembre 1998           | Montreal           | Canadá          | Molson Center                  |
| 2 de diciembre 1998           | Toronto            | Canadá          | Skydome                        |
| 4 de diciembre 1998           | Pitsburg           | Estados Unidos  | Civic Arena                    |
| 5 de diciembre 1998           | Columbus           | Estados Unidos  | Schottenstein Center           |
| 6 de diciembre 1998           | Cleveland          | Estados Unidos  | Gund Arena                     |
| 8 de diciembre 1998           | Charleston         | Estados Unidos  | Civic Center Coliseum          |
| 9 de diciembre 1998           | Lexington          | Estados Unidos  | Rupp Arena                     |
| 11 de diciembre 1998          | Dayton             | Estados Unidos  | Nutter Center                  |
| 12 de diciembre 1998          | Terre Haute        | Estados Unidos  | ISU Hulman Center              |
| 13 de diciembre 1998          | Indianápolis       | Estados Unidos  | Market Square Arena            |
| 15 de diciembre 1998          | Minneapolis        | Estados Unidos  | Target Center                  |
| 16 de diciembre 1998          | Omaha              | Estados Unidos  | Omaha Civic Auditorium         |
| 18 de diciembre 1998          | Rockford           | Estados Unidos  | Metro Center                   |
| 19 de diciembre 1998          | Cedar Rapids       | Estados Unidos  | Five Seasons Center            |
| 20 de diciembre 1998          | Milwaukee          | Estados Unidos  | Bradley Center                 |
| 27 de diciembre 1998          | Madison            | Estados Unidos  | Dane County Expo. Center       |
| 29 de diciembre 1998          | Chicago            | Estados Unidos  | Rosemont Horizon               |
| 30 de diciembre 1998          | Grand Rapids       | Estados Unidos  | Van Andel Arena                |
| 31 de diciembre 1998          | Auburn Hills       | Estados Unidos  | The Palace                     |
| 2 de enero 1999               | Nashville          | Estados Unidos  | Nashville Arena                |
| 31 de enero 1999              | Miami              | Estados Unidos  | Pro Player Stadium             |
| Segunda Manga - Europa        |                    |                 |                                |
| 26 de febrero 1999            | Helsinki           | Finlandia       | Hartwell Arena                 |
| 28 de febrero 1999            | Oslo               | Noruega         | Spektrum                       |
| 3 y 4 de marzo 1999           | Estocolmo          | Suecia          | Globen                         |
| 5 y 6 de marzo 1999           | Gotemburgo         | Suecia          | Scandinavium                   |
| 7 de marzo 1999               | Berlín             | Alemania        | Velódromo                      |
| 8 de marzo 1999               | Colonia            | Alemania        | Koln Arena                     |
| 9 de marzo 1999               | Fráncfort del Meno | Alemania        | Festhalle                      |
| 11 de marzo 1999              | Erfurt             | Alemania        | Messehalle                     |
| 12 de marzo 1999              | Bremen             | Estados Unidos  | Bremen Stadthalle              |
| 13 de marzo 1999              | Ultrech            | Holanda         | Phins Van Oranjehal            |
| 15 de marzo 1999              | Milán              | Italia          | Fila Forum                     |
| 17 de marzo 1999              | Viena              | Austria         | Stadthalle                     |
| 18 de marzo 1999              | Praga              | República Checa | Sports Hall                    |
| 19 de marzo 1999              | Múnich             | Alemania        | Olimpya Halle                  |
| 20 de marzo 1999              | Stuttgart          | Alemania        | Schleyerhalle                  |
| 22 de marzo 1999              | París              | Francia         | Bercy                          |
| 23 de marzo 1999              | Bruselas           | Bélgica         | Forest National                |
| 25 de marzo 1999              | Londres            | Reino Unido     | Wembley Arena                  |
| 27 de marzo 1999              | Dortmund           | Alemania        | Westfallenhalle                |
| 28 de marzo 1999              | Kiel               | Alemania        | Ost-See-Halle                  |
| Tercera Manga - Latinoamérica |                    |                 |                                |
| 10 de abril 1999              | Buenos Aires       | Argentina       | Estadio River Plate            |
| 15 de abril 1999              | Porto Alegre       | Brasil          | Estadio Beiro-Rio              |
| 17 de abril 1999              | São Paulo          | Brasil          | Autódromo De Interlagos        |
| 21 de abril 1999              | San Juan           | Puerto Rico     | Coliseo Roberto Clemente       |
| 24 de abril 1999              | Ciudad de México   | México          | Foro Sol                       |